# Med Gud och hans vänskap
Med Gud och hans vänskap är en psalm om Guds kyrka och församling av Carl Olof Rosenius från 1851, till melodi av Oscar Ahnfelt från samma år. Psalmen finns i flertalet psalmböcker, med en längre version på åtta verser som finns i tilläggen till Svenska kyrkans psalmböcker (i EFS-tillägget 1986 och Verbums psalmbokstillägg 2003). Att den trots att den finns med i den ekumeniska delen av den svenska psalmboken också tagits med i dessa tillägg, speglar den stora betydelse psalmen har och har haft inom EFS. Det är till exempel tradition att den sjungs, med alla verser, vid EFS årskonferenser.

## Publicerad i
- Herde-Rösten 1892 som nr 451 under rubriken "Guds folks utsikter". (10 verser.)
- Andeliga Sånger "Ahnfelts sånger" (2:a häftet) 1871 och nyutgiven av EFS 1893, som nr 18 med titeln "Guds folks utsigter".
- Svenska Missionsförbundets sångbok 1920 som nr 490 under rubriken "Guds församling". (8 verser.)
- Nya psalmer 1921 som nr 594 under rubriken "Det Kristliga Troslivet: Troslivet hos den enskilda människan: Trons glädje och förtröstan". (3 verser)
- Svenska Frälsningsarméns sångbok 1922 som nr 14 under rubriken "Inledningssånger och psalmer ".
- Sionstoner 1935 som nr 346 under rubriken "Nådens ordning: Trosliv och helgelse".
- Guds lov 1935 som nr 264 under rubriken "En kristens saliga frid och trygghet".
- 1937 års psalmbok som nr 304 under rubriken "Tro, förlåtelse, barnaskap".
- Sions Sånger 1951 som nr 219 under rubriken "Tillägg".
- Frälsningsarméns sångbok 1968 som nr 720 under rubriken "Begynnelse Och Avslutning". (3 verser.)
- Sions Sånger 1981 som nr 187 under rubriken "Tack och lov".
- 1986 års psalmbok som nr 59 under rubriken "Kyrkan". (3 verser.)
- EFS-tillägget 1986 som nr 712 under rubriken "Kyrkan". (8 verser.)
- Finlandssvenska psalmboken 1986 som nr 415 under rubriken "Kallelse och efterföljd".
- Lova Herren 1988 som nr 240 under rubriken "Gemenskap i bön och Ordets betraktande".
- Verbums psalmbokstillägg 2003 som nr 720 under rubriken "Kyrkan". (8 verser.)